# La Grauliera
La Grauliera (en francès Lagraulière) és un municipi francès del departament de la Corresa, a la regió de la Nova Aquitània.

## Demografia
| 1962                                       | 1968  | 1975 | 1982  | 1990 | 1999 | 2007  |
| ------------------------------------------ | ----- | ---- | ----- | ---- | ---- | ----- |
| 935                                        | 1.072 | 980  | 1.010 | 968  | 920  | 1.060 |
| Des de 1962: població sense dobles comptes |       |      |       |      |      |       |

## Administració
| Període   | Identitat         | Partit |
| --------- | ----------------- | ------ |
| 1989-2008 | Jean Dumoulin     | PCF    |
| 2008-     | Françoise Laurent | PS     |